# Sudamerlycaste locusta
Sudamerlycaste locusta är en orkidéart som först beskrevs av Heinrich Gustav Reichenbach, och fick sitt nu gällande namn av Fredy Archila. Sudamerlycaste locusta ingår i släktet Sudamerlycaste och familjen orkidéer.
Artens utbredningsområde är Peru. Inga underarter finns listade i Catalogue of Life.

## Bildgalleri

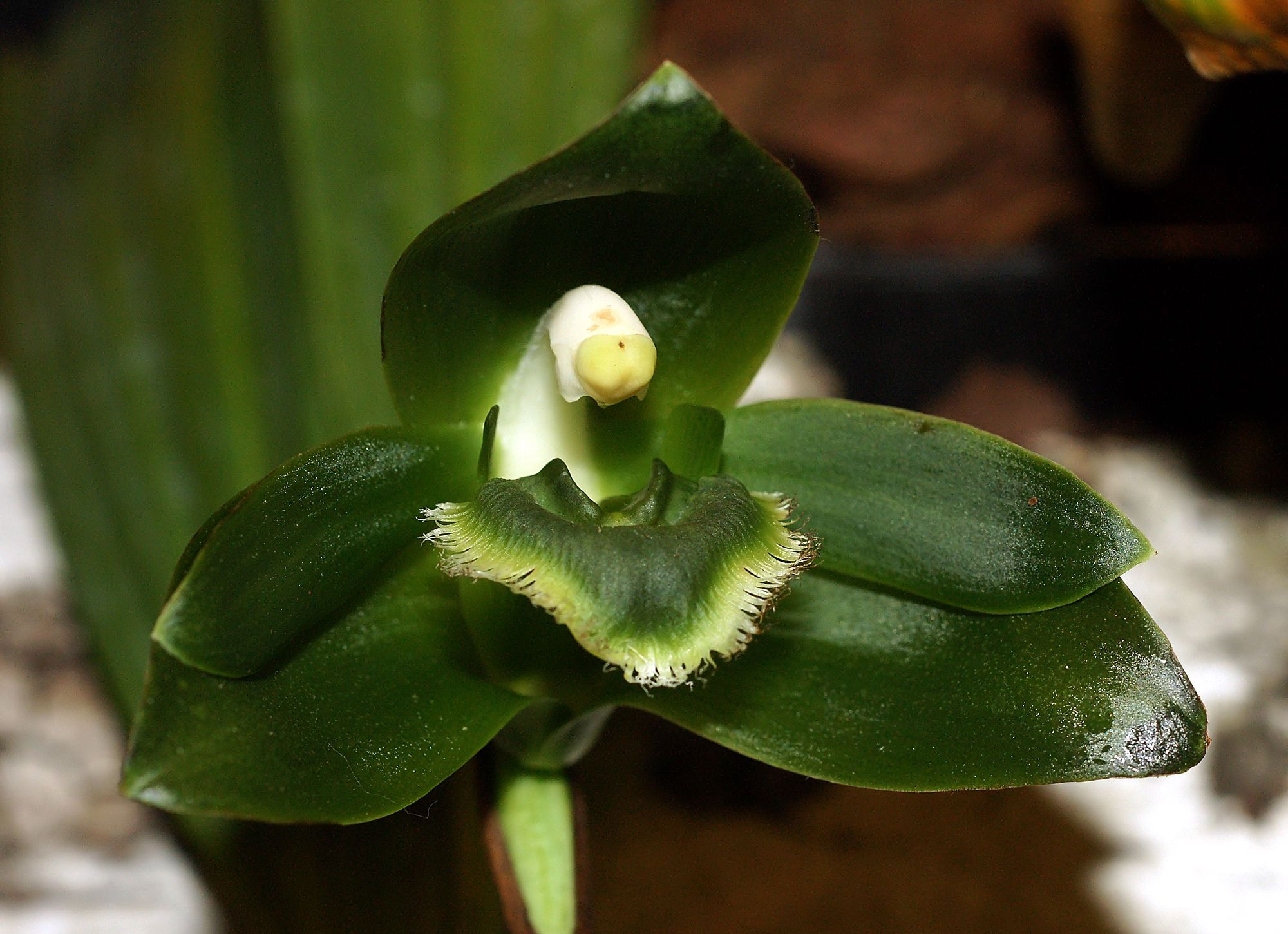
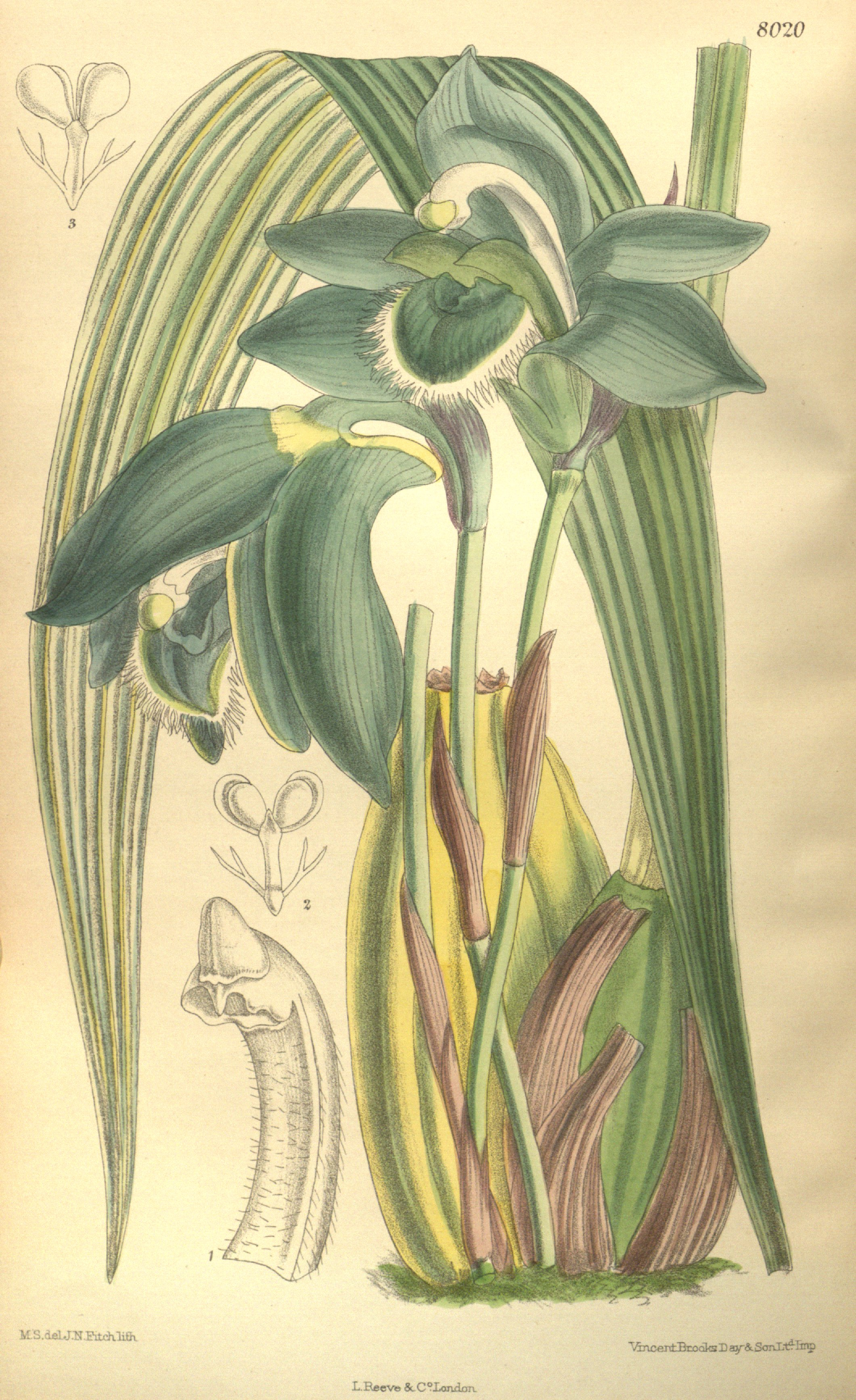